# Ирндорф
Ирндорф (нем. Irndorf) — община в Германии, в земле Баден-Вюртемберг. 
Подчиняется административному округу Фрайбург. Входит в состав района Тутлинген.  Население составляет 772 человека (на 31 декабря 2010 года). Занимает площадь 14,56 км².